# Danmarks EU-formandskab 2025
Danmarks EU-formandskab 2025 er Danmarks varetagelse i andet halvår 2025 af formandskabet for EU's ministerråd - en post, som går på omgang mellem EU's medlemslande. Danmark overtager formandskabet efter Polen og videregiver det 1. januar 2026 til Cypern - de to lande, som sammen med Danmark indgår i formandstrioen, der har et vist samarbejde i løbet af Danmarks seks-måneders formandsperiode.

## Historie og procedure
EU's medlemslande varetager på skift hvervet som formand for EU's ministerråd. Det vil sige, at det pågældende lands ministre er formænd for hver deres respektive ministerråd i det halve år, formandskabet varer. En undtagelse udgør dog Rådet for Udenrigsanliggender (dvs. forsamlingen af EU's udenrigsministre) - her er det ikke udenrigsministeren fra formandslandet, der har forsædet, men EU’s faste udenrigsrepræsentant. Det er heller ikke den danske statsminister, der sidder for bordenden, når EU's stats- og regeringschefer skal samles, men derimod portugiseren António Costa, der er formand for Det Europæiske Råd.

### Danmarks EU-formandskab i 2012
Det er ottende gang, Danmark varetager formandskabet. Det seneste foregående danske formandskab var 1. halvår 2012, altså 13½ år tidligere, hvor Danmarks statsminister var Helle Thorning-Schmidt. Det daværende danske formandskab blev i nogle kredse kaldt "postevandsformandskabet", fordi den danske regering ønskede at markere et bæredygtigt formandskab og derfor som et symbol serverede postevand i stedet for flaskevand til alle møderne. Blandt de resultater, det danske formandskab fremhævede i 2012, var lavere priser på udenlandsk dataroaming, bedre samarbejde om og minimumsstraffe for it-kriminalitet og en aftale om Patentdomstolen.

## Danmarks prioriteter for EU-formandskabet
Regeringen Mette Frederiksen II fremlagde 19. juni sine prioriteringer for det danske EU-formandskab. Det fulde danske program for formandskabet, der havde titlen "Et stærkt Europa i en verden i forandring" fylder 46 sider, men Europaminister Marie Bjerre fremhævede to hovedindsatsområder, der skulle gøre EU til en global magtfaktor: For det første via en omfattende oprustning og en langt stærkere forsvarsindustri at skabe et sikkert EU, der senest i 2030 skal kunne forsvare sig selv. Og for det andet en markant forbedring af EU's konkurrenceevne, blandt andet via en styrkelse af det indre marked og ved at fjerne administrative byrder for virksomhederne. Desuden var også den grønne omstilling, den globale opvarmning, udvidelsen af EU med nye lande og bekæmpelse af uregelmæssig indvandring højtprioriteret af den danske regering. Derudover forventedes det, at den danske regering kunne få en hovedrolle i de indledende forhandlinger om et nyt budget for EU.